# Garrett (Illinois)
Garrett es una villa ubicada en el condado de Douglas, Illinois, Estados Unidos. Tiene una población estimada, a mediados de 2021, de 124 habitantes.

## Geografía
La localidad está ubicada en las coordenadas 39°47′50″N 88°25′29″O / 39.79722, -88.42472 (39.797204, -88.424641). Según la Oficina del Censo de los Estados Unidos, tiene una superficie total de 0.28 km², correspondientes en su totalidad a tierra firme.

## Demografía
Según el censo de 2020, en ese momento había 122 personas residiendo en la localidad. La densidad de población era de 435.71 hab./km². El 97.54% de los habitantes eran blancos, el 1.64% eran de otras razas y el 0.82% era de una mezcla de razas. Del total de la población, el 7.38% eran hispanos o latinos de cualquier raza.